# Lupe o le Soaga Soccer Club
Maillots
Lupe o le Soaga Soccer Club est un club samoan de football basé à Apia, la capitale du pays. C'est l'un des clubs les plus titrés des Samoa, avec sept titres de champion et une coupe nationale.

## Histoire
Le club est fondé à Magiagi, dans la banlieue d'Apia en 1998. Il accède au championnat de première division à compter de la saison 2011-2012 et connaît par la suite une période de domination du football samoan, avec sept titres de champion remportés en neuf saisons. Lors de leur premier titre de champion, en 2013, Lupe o le Soaga réalise même le doublé en s'adjugeant la Coupe nationale, aux dépens de Kiwi FC.
Cette domination nationale a permis au club de participer à plusieurs reprises à la Ligue des champions de l'OFC, où les Samoa peuvent engager un club lors du tour préliminaire. Lors de leurs débuts continentaux, durant l'édition 2014-2015, Lupe o le Soaga termine en tête du groupe de qualification, après avoir remporté tous ses matchs avant de terminer à la dernière place de la poule derrière les Fidjiens du Ba FC, du Gaïtcha FCN de Nouvelle-Calédonie et de l'AS Pirae (Polynésie française). Cinq ans plus tard, lors de l'édition 2020, le club devient la première équipe issue du tour préliminaire à remporter une rencontre en phase de poules, après avoir battu le Ba FC, sans parvenir toutefois à se qualifier pour les quarts de finale.
Le club dispose également d'une section féminine qui a remporté le championnat national en 2020.

## Palmarès
- Championnat des Samoa (7) :
  - Vainqueur en 2013, 2015, 2016, 2017, 2019, 2020, 2021

- Coupe des Samoa (1) :
  - Vainqueur en 2013